# 정윤복·정호선 묘 및 신도비
정윤복·정호선 묘 및 신도비(丁胤福·丁好善 墓 및 神道碑)는 대한민국 경기도 용인시 처인구 포곡읍 전대리에 있는 조선시대의 무덤이다. 1999년 1월 21일 용인시의 향토문화재 제47호로 지정되었다.

## 개요
정윤복(丁胤福, 1544~1592)은 조선 중기 문신으로 본관은 나주(羅州), 자는 개석(介錫)이다. 1567년 급제하여 승문원(承文院)에 등용되었다. 1589년 정여립의 난이 일어나자 사간원의 탄핵을 받아 파직되었다.
그 후 임진왜란이 일어나자 병조참판을 제수받고 왕을 호종하다 가산군(嘉山郡)에 이르러 병사하여 가매장하였다가 현 용인시 포곡읍 전대리의 묘소로 이장하였다. 이후 선조 38년(1605) 조정에서 호성원종공신(扈聖原從功臣)의 훈호를 내리고, 영의정(領議政)으로 추증하였다.
정윤복 묘소 좌측에 모셔진 정호선(丁好善, 1571~1633) 역시 조선 중기의 문신이며, 자는 사우(士優), 호는 동원(東園)으로 정윤복의 아들이다. 1627년 정묘호란이 일어났을 때 병사를 거느리고 죽령에 진을 쳤다가 강화가 성립되자 철수, 이듬해 병사하였다. 사후 조정에서 호성청난원종공신(扈聖淸難原從功臣)의 훈호를 내림과 동시에 이조판서(吏曹判書)로 증직하고, 다시 인조 26년(1648)에는 영의정(領議政)으로 추증하였다.
묘역에서 500m정도 떨어진 곳에 정윤복과 정호선의 신도비가 세워져 있다. 정윤복의 신도비는 크기가 총고 331cm, 비고 218cm, 폭 92cm, 두께는 25cm이며 비문은 성균관 대사성 정경세가 지었고, 1613년(광해군 4)에 세웠다. 정호선의 신도비는 크기가 총고 326cm, 비고 214cm, 폭 92cm, 두께 26cm이며 비문은 춘추관 이준이 글을 짓고 사간원 대사간 윤필병이 글을 쓰고 전액하였으며 1802년에 세웠다.

## 참고 자료
- 정윤복, 정호선 묘 및 신도비 - 용인시청 향토문화재